# Етилон
Етилонът е химично вещество от групата на синтетичните катинони, дизайнерска дрога с емпатогенно действие.

## История
Появява се към 2011 г. и се различава от метилона, известен от началото на XXI век, по наличието на метиленова група.

## Описание
В зависимост от приетото количество етилонът може да предизвика еуфория, изостряне на сетивата, повишена разговорливост, разширяване на зениците, сексуална възбуда и други. При по-високи дози може да се наблюдава главоболие, тревожност, безсъние, халюцинации, агресия, потене, гадене и повръщане, гърчове и смърт.
Няма терапевтична полза.